# Leon Rustamowitsch Sabua
Leon Rustamowitsch Sabua (russisch Леон Рустамович Сабуа; * 1. September 2000 in Gagra, Georgien) ist ein russischer Fußballspieler abchasischer Herkunft.

## Karriere
Sabua begann seine Karriere beim FK Krasnodar. Im März 2018 spielte er erstmals für die zweite Mannschaft Krasnodars in der drittklassigen Perwenstwo PFL. Für Krasnodar-2 kam er in der Saison 2017/18 zu zehn Drittligaeinsätzen, mit dem Team stieg er zu Saisonende in die Perwenstwo FNL auf. Sein Zweitligadebüt gab er im August 2018 gegen den FK Lutsch Wladiwostok. In der Saison 2018/19 kam er zu zehn Einsätzen für die Zweitmannschaft, zudem wurde er 14 Mal für die nun drittklassige Drittmannschaft eingesetzt.
Im September 2019 stand Sabua im Cup gegen den FK Nischni Nowgorod erstmals im Kader der ersten Mannschaft. In der Saison 2019/20 kam er zu 18 Zweitligaeinsätzen für Krasnodar-2, in denen er drei Tore erzielte. Im Oktober 2020 debütierte der Stürmer schließlich für die erste Mannschaft in der Premjer-Liga, als er am zwölften Spieltag der Saison 2020/21 gegen Spartak Moskau in der 57. Minute für Magomed-Schapi Suleimanow eingewechselt wurde. Nur eine Minute nach der Einwechslung erzielte Sabua auch sein erstes Tor in der höchsten russischen Spielklasse, Krasnodar verlor die Partie allerdings mit 3:1. In der Saison 2020/21 kam er insgesamt zu einem Erstligaeinsätzen, zudem absolvierte er 36 Zweitligapartien. In der Saison 2021/22 spielte er einmal in der Premjer-Liga und 19 Mal in der zweiten Liga.
Zur Saison 2022/23 wechselte Sabua nach Armenien zum FC Urartu Jerewan.